# Theiophytalia
Theiophytalia là một chi khủng long, được Brill & Carpenter mô tả khoa học năm 2006.